# Rafita Gomar Moreno
Rafael Gomar Moreno conocido como "Rafita" (Mahón, Menorca, Baleares, 1 de julio de 1984) es un actor español. Es conocido por sus interpretaciones en series de televisión española como Hospital Central, El comisario y Los Serrano. También ha actuado en spots de publicidad para las televisiones regionales de Madrid, Murcia y Baleares. A nivel regional, ha participado en obras de teatro.

## Trayectoria
En el año 2001 y 2002 participa en varias obras de teatro hechas en Mahón en el teatro de Menorca. En el año 2003 realiza spots de publicidad para la televisión regional de Baleares el canal IB3. En 2004 se traslada a Murcia, donde realiza cortometrajes con directores de la Universidad de Arte Dramático de Murcia. En 2006 trabaja para la televisión regional de Murcia haciendo spots publicitarios. En 2007 se traslada a vivir a Madrid para poder formarse como actor y participar en series de televisión como actor capitular, y trabajando para productoras de largometrajes como Sony Pictures con la película Salir pitando dirigida por Álvaro Fernández Armero donde aparece como actor secundario. Esta película tuvo un gran éxito en España. En 2008 sigue participando en seminarios para actores mientras escribe un libro sobre la vida de un actor desde que nace hasta que se hace, que lleva por  título Cómo nace un actor.

## Vida personal
El 11 de enero de 2011 tiene su primer hijo, al que llama Rafa.

## Cortometraje
- Ana y Juan (Murcia, 2004). Escuela superior de arte dramático (ESAD).
- La cena (Murcia, 2005). Escuela superior de arte dramático (ESAD).
- Yo y el mundo (Murcia, 2005). Escuela superior de arte dramático (ESAD).

## Televisión
- Hospital Central, actor capitular (Telecinco, 2007)
- Los Serrano, actor capitular (Telecinco, 2007)
- El comisario, actor capitular (Telecinco, 2007)
- C.L.A. No somos ángeles, actor (Antena 3, 2007)

## Cine
- Salir pitando (2007), actor secundario, Dir. Álvaro Fernández Armero

## Teatro
- Obras de teatro Infantiles (2001 - 2002).Teatro de Menorca.

## Publicidad
- Spots de publicidad para canal IB3 Autonómica de Islas Baleares.
- Spots de publicidad para Canal 7 Autonómica de Región de Murcia.

## Libros
- Cómo nace un actor. Escrito por Rafita Gomar Moreno, (2008).